# Манастир Плужац
Манастир Плужац се налази у истоименом насељу, на територији Осечине, поред пута Осечина—Шабац. Црква посвећена Светом цару Константину и царици Јелени подигнута је првобитно као парохијска црква. Припада Епархији ваљевској.
Манастир је подигнут искључиво од прилога верника и радним акцијама. Храм је освећен 2008. године, а конак је почет да се гради 2009. године и радови се приводе крају. Одлуком и благословом Преосвећеног Епископа Ваљевског господина Милутина, 15. августа 2012. године је проглашен за мушки манастир. Ово је први манастир у намесништву Подгорском у општини Осечина. Игуман манастира у периоду од 2011. до 2021. године био је архимандрит Данило Јокић. Братство манастира сачињава и Јеромонах Јован (Ковић).